# Liste der Bodendenkmale in Wollin (Fläming)
Die Liste der Bodendenkmale in Wollin enthält alle Bodendenkmale der brandenburgischen Gemeinde Wollin und ihrer Ortsteile auf der Grundlage der Landesdenkmalliste vom 31. Dezember 2020.
Die Baudenkmale sind in der Liste der Baudenkmale in Wollin (Fläming) aufgeführt.
| Gemarkung     | Flur              | Kurzansprache                          | Bodendenkmalnummer | Bemerkung | Bild |
| ------------- | ----------------- | -------------------------------------- | ------------------ | --------- | ---- |
| Wollin (Lage) | 14, 16            | Siedlung deutsches Mittelalter         | 31139              |           |      |
| Wollin (Lage) | 13                | Siedlung römische Kaiserzeit           | 31140              |           |      |
| Wollin (Lage) | 9, 10, 11, 12, 13 | Dorfkern Neuzeit, Dorfkern Mittelalter | 31141              |           |      |